# Kerascoët
Kerascoët es un dúo artístico de historietistas franceses, formado por Marie Pommepuy y Sébastien Cosset.

## Trayectoria
El dúo está formado por Marie Pommepuy (Brest, 1978) y Sébastien Cosset (París, 1975), una pareja de dibujantes que se conoció en la Escuela Nacional Superior de Artes Aplicadas: Marie estudió después ilustración científica en la École Estienne, mientras que Sébastien era dibujante de historietas. El nombre del dúo hace referencia a Kerascouet, la aldea de Bretaña donde Marie pasó parte de su infancia. Sus primeros trabajos fueron ilustraciones en prensa y publicidad.
En 2001 debutaron con una historieta dedicada a la cantante Anita O'Day que formó parte de la colección musical BD Jazz, publicada por Éditions Nocturne. Dos años más tarde trabajaron en la serie de animación Petit Vampire, basada en la obra de Joann Sfar, y este les ofreció colaborar en dos volúmenes de La mazmorra: El dojo de la laguna (2005) y Los nuevos centuriones (2006).
Entre 2006 y 2009 el dúo ilustró la serie La virgen del burdel, guionizada por Hubert. La serie fue editada en cuatro volúmenes por Dargaud y resultó un éxito comercial con más de 30.000 ejemplares vendidos. Kerascoët volvió a colaborar con Hubert en una nueva serie, Belleza, de tres volúmenes publicados entre 2011 y 2013. El primer número de Belleza fue incluido en la lista de mejores álbumes del año en el Festival Internacional de Angulema.
Kerascoët ganó relevancia internacional con Jolies Ténèbres (2006), basada en una idea de Marie Pommepuy y guionizada por Vehlmann. La obra, protagonizada por unos seres diminutos que hacen frente a su nueva vida, tuvo críticas positivas por el contraste entre la belleza de los dibujos y la oscuridad del argumento. En ese sentido, Kerascoët apostó por el choque de estilos entre un dibujo realista para el mundo humano y otro propio de un cuento de hadas para los protagonistas. Entre otras distinciones, Jolies Ténèbres fue candidata a mejor álbum del Festival Internacional de la Historieta de Angulema en 2010 y obtuvo una nominación al premio Eisner en 2015.
En 2022 publicaron La charada de la corte, cuyo guion adapta una novela juvenil de la escritora Flore Vesco. La obra tuvo buena acogida entre la crítica y fue seleccionada en la categoría de «mejor álbum juvenil» en el Festival Internacional de Angulema de 2023.